# Пушкин и Пущин (фильм)
Пушкин и Пущин — советский документальный исторический фильм 1980 года. Сценарий создал крупный пушкинист Натан Эйдельман (при помощи режиссёра Марины Голдовской), он же выступает в качестве рассказчика.
Марина Голдовская вспоминала о процессе создания фильма так: «Сняли очень быстро. Всё было заранее чётко продумано и организовано. Картина состояла из семи новелл, каждую из которых Натан Яковлевич рассказывал одним куском, без остановок… В отличие от предыдущих картин, эту я решила снимать на 35-мм: хотелось видеть на экране красивое изображение. Текстовую информацию хотелось дополнить эмоциональной зрительной и музыкальной атмосферой».

## Сюжет
Фильм повествует о дружбе А. С. Пушкина и Ивана Пущина.